# Мефу і Афамба (департамент)
Мефу і Афамба — департамент Центрального регіону у Камеруні. Площа департаменту становить 3358 км², а у 2001 році його населення становило 89805 осіб. Адміністративний центр департаменту знаходиться у Мфу.

## Підрозділи
Департамент адміністративно поділяється на 8 комун, а потім на села:
- Афанлум
- Аває
- Едзендуан
- Есе
- Мфу
- Нколафамба
- Олангіна
- Соа